# Накута, Готтлиб
Готтлиб Накута (англ. Gottlieb Nakuta; 8 мая 1988, Уолфиш-Бей, Намибия) — намибийский футболист, защитник. Выступал за сборную Намибии.

## Клубная карьера
Накута с 2006 года выступает за клуб «Блю Уотерс» из своего родного города, Уолфиш-Бей.

## Карьера в сборной
15 ноября 2006 провёл дебютную игру за сборную Намибии против сборной Зимбабве. Накута был включён в заявку на Кубок африканских наций 2008 в Гане, однако на турнире не принял участие ни в одном из трёх матчей своей сборной. Помимо этого, он принимал участие в розыгрышах Кубка КОСАФА 2007 и 2008 годов.